# Sverre Holm

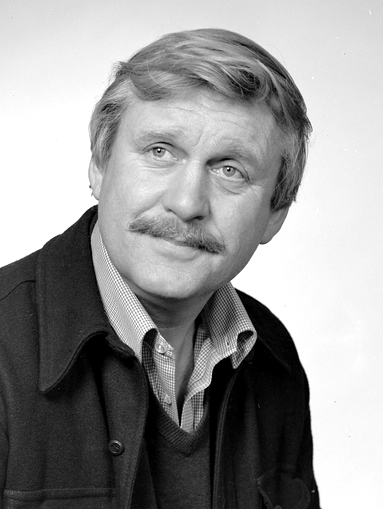
Sverre Holm (1981)

Sverre Olav Holm (als Sverre Olav Gundersen) (* 24. Juli 1931 in Drammen, Norwegen; † 17. März 2005 in Stavern, Norwegen) war ein norwegischer Schauspieler und Drehbuchautor.

## Leben
In seiner Jugend wollte Holm ursprünglich ein Maler oder Künstler werden. Er begann jedoch ein Interesse für das Theater zu entwickeln und nahm Schauspielunterricht am Privattheater von Walt Rosenberg in Dänemark. Holm hatte zunächst 1953 am Rogaland Teater sein Debüt als Theaterschauspieler in der Rolle des Julius in dem Stück Ungen von Oskar Braaten. Später spielte er an verschiedenen weiteren norwegischen Theatern, wie dem Trøndelag Teater, Centralteatret, Edderkoppen teater, Oslo Nye Teater, und im Det Norske Teatret sowie trat er auch im Fjernsynsteatret (Fernsehtheater) des NRK auf. Weiterhin hatte er Gastauftritte in Dänemark, Schweden und Finnland.
Holm debütierte als Schauspieler 1958 in norwegischen Film und trat in seiner Laufbahn in fast 50 Film-und-Fernsehproduktionen auf. Seine bekannteste Rolle war die des Benny Fransen in 14 Filmen der norwegischen Olsenbande. An zwei dieser Neuverfilmungen, der ursprünglich dänischen Olsenbanden-Filme, war er zusätzlich mit Knut Bohwim an der norwegischen Anpassung, Übersetzung und dem Manuskript beteiligt. Bei norwegischen Neuverfilmung des ersten Olsenbande Junior-Filmes, schrieb er gemeinsam mit Arne Lindtner Næss das Drehbuch dazu. Holm hatte auch einen Gastauftritt in der dänischen Olsenbande als betrunkener Tourist Olav in dem Film Der (voraussichtlich) letzte Streich der Olsenbande, gemeinsam mit den anderen Olsenbanden-Darstellern Arve Opsahl und Carsten Byhring.
In Norwegen war er zuletzt von 1990 bis 1998 in der Hauptrolle des O. Tidemann der Fernsehserie Sesam Stasjon (norwegische Version der Sesamstraße) zu sehen. Zudem betätigte er sich auch als Autor und schrieb mehrere Kurzgeschichten und Bücher sowie als Kolumnist, so unterem für die Aftenposten. Sverre Holm widmete in den letzten Jahren seines Lebens einen großen Teil seiner Freizeit der Malerei. Seine Bilder präsentierte er in mehreren Einzelausstellungen oder stellte sie in Gruppenausstellungen aus. Seit 1990 lebte er Holm zu einem großen Teil in Spanien und ab 1997 hatte er in seinem Haus in Altea an der Costa Blanca seinen Hauptwohnsitz, wo er eine eigene Galerie mit seinen Bildern hatte. 
Sverre Holm war der Sohn von Haakon Wilhelm Gundersen (1905–1979) und von Olga Marie Mathiesen (1906–2000). In erster Ehe war er mit Marit Gulbrandsen verheiratet und nach der Scheidung heiratete er 1963 die Schauspielerin Sissel Juul (1939–1987). In dritter Ehe heiratete er 1990 die Krankenschwester Kari Anne Harnes. 1965 änderte er seinen Familiennamen auf Holm.
Holm starb am 17. März 2005 in einem Pflegeheim bei Stavern (Kommune Larvik) an Krebs.

## Filmografie

### Schauspieler
- 1958: Bustenskjold
- 1959: Støv på hjernen
- 1959: Hete septemberdager
- 1960: Millionær for en aften
- 1960: Omringet
- 1961: Et øye på hver finger
- 1961: Benjamin
- 1962: Prosessen
- 1962: Hedersmann og brannstifterne
- 1962: Bajaderen
- 1962: Operasjon Løvsprett
- 1962: Kalde spor
- 1962: Stompa & Co
- 1964: Nydelige nelliker
- 1968: Sus og dus på by'n
- 1969: Im Gleichschritt, marsch! (Fremad marsj!)
- 1969: Olsen-Banden
- 1970: Operasjon V for vanvidd
- 1970: Olsenbanden og Dynamitt-Harry
- 1970: Balladen om mestertyven Ole Høiland
- 1971: Gråt, elskede mann
- 1972: Olsenbanden tar gull
- 1973: Olsenbanden og Dynamitt-Harry går amok
- 1973: Kanarifuglen
- 1974: Der (voraussichtlich) letzte Streich der Olsenbande (Olsen-bandens sidste bedrifter)
- 1974: Olsenbanden møter Kongen & Knekten
- 1975: Olsenbandens  siste bedrifter
- 1976: Olsenbanden  for full musikk
- 1977: Olsenbanden  og Dynamitt–Harry på sporet
- 1978: Olsenbanden + Data–Harry sprenger verdensbanken
- 1979: Olsenbanden og Dynamitt-Harry mot nye høyder
- 1979: Grenseland (Miniserie)
- 1981: Olsenbanden gir seg aldri
- 1982: Olsenbandens aller siste kupp
- 1983: I denne verden er alt mulig
- 1984: Men Olsenbanden var ikke død!
- 1984: Vi betaler ikke, vi betaler ikke
- 1985: Deilig er fjorden
- 1990: Aksjemordet (Miniserie)
- 1990–2000: Sesam Stasjon (Fernsehserie)
- 1991: Fedrelandet (Miniserie)
- 1994: Brødrene Dal og legenden om Atlant-Is (Miniserie)
- 1996: Fangene på fortet
- 1999: Olsenbandens siste stikk

### Drehbuchautor
- 1979: Olsenbanden og Dynamitt-Harry mot nye høyder (norwegische Adaptation)
- 1999: Olsenbandens siste stikk
- 2003: Olsenbanden Junior går under vann